# Agrio (figlio di Circe)
Agrio (in greco antico: Ἄγριος?) era un personaggio della mitologia greca ed uno dei tre figli che Circe ebbe da Ulisse.
I suoi fratelli erano Latino e Telegono.